# Ero pensacolae
Ero pensacolae är en spindelart som beskrevs av Ivie och Barrows 1935. Ero pensacolae ingår i släktet Ero och familjen kaparspindlar. Inga underarter finns listade i Catalogue of Life.